# Wapse
Wapse (52° 52′ N, 6° 16′ L) é uma cidade dos Países Baixos, na província de Drente. Wapse pertence ao município de Westerveld, e está situada a 21.4 km, a noroeste de Hoogeveen.
Em 2001, a cidade de Wapse tinha 137 habitantes. A área urbana da cidade é de 0.066 km², e tem 54 residências.
A área de Wapse, que também inclui as partes periféricas da cidade, bem como a zona rural circundante, tem uma população estimada em 610 habitantes.